# Оскар (14-та церемонія вручення)
14-та церемонія вручення нагород премії «Оскар» Академії кінематографічних мистецтв і наук за досягнення в галузі кінематографа за 1941 рік відбулася 26 лютого 1942 року в готелі «Балтимор» в Лос-Анджелесі, Каліфорнія, США. Ведучим був Боб Гоуп.

## Інформація про церемонію
На цій церемонії документальний фільм отримав нагороду вперше – «Острів Черчилля».
Фільм «Маленькі лисиці» встановив новий рекорд – дев'ять номінацій та жодного «Оскара».
Частину церемонії транслювали на радіо CBS.

## Переможці та номінанти
Переможці вказуються першими, виділяються жирним шрифтом та відмічені знаком «★».
| Найкращий фільм | Найкраща режисерська робота |
| --- | --- |
| - «Якою зеленою була моя долина» – Дерріл Занук для 20th Century Fox★ - «Квіти в пилу» – Ірвінг Ашер для Metro-Goldwyn-Mayer - «Громадянин Кейн» – Орсон Веллс для RKO Pictures - «Ось приходить містер Джордан» – Еверетт Ріскін для Columbia Pictures - «Стримай світанок» – Артур Горнблоу-молодший для Paramount - «Маленькі лисиці» – Семюел Голдвін для RKO Pictures - «Мальтійський сокіл» – Гал Б. Волліс для Warner Bros. - «Одна нога на небі» – Гал Б. Волліс для Warner Bros. - «Сержант Йорк» – Гал Б. Волліс, Джессі Луїс Ласкі для Warner Bros. - «Підозра» – Альфред Гічкок для RKO Pictures | - Джон Форд – «Якою зеленою була моя долина»★ - Орсон Веллс – «Громадянин Кейн» - Олександр Холл – «Ось приходить містер Джордан» - Вільям Вайлер – «Маленькі лисиці» - Говард Гоукс – «Сержант Йорк» |
| Найкраща чоловіча роль | Найкраща жіноча роль |
| - Гері Купер – «Сержант Йорк» за роль Елвіна Йорка★ - Кері Грант – «Пенні Серенада» за роль Роджера Адамса - Волтер Г'юстон – «Все, що гроші можуть купити» за роль містера Скретча - Роберт Монтгомері – «Ось приходить містер Джордан» за роль Джо Пендлтона - Орсон Веллс – «Громадянин Кейн» за роль Чарльза Фостера Кейна | - Джоан Фонтейн – «Підозра» за роль Ліни Маклайдлав Ейсгарт★ - Бетті Девіс – «Маленькі лисиці» за роль Реджини Хаббард Гідденс - Олівія де Гевіленд – «Стримай світанок» за роль Еммі Браун - Грір Гарсон – «Квіти в пилу» за роль Едни Гладней - Барбара Стенвік – «Вогняна куля» за роль Кетрін О'Ше |
| Найкраща чоловіча роль другого плану | Найкраща жіноча роль другого плану |
| - Дональд Крісп – «Якою зеленою була моя долина» за роль Гвіліма Моргана★ - Волтер Бреннан – «Сержант Йорк» за роль пастора Розьє Пайла - Чарльз Коберн – «Диявол і міс Джонс» за роль Джона Меріка - Джеймс Глісон – «Ось приходить містер Джордан» за роль Макса Коркла - Сідні Ґрінстріт – «Мальтійський сокіл» за роль Каспера Гатмена | - Мері Астор – «Велика брехня» за роль Сандри Ковак★ - Сара Оллгуд – «Якою зеленою була моя долина» за роль мисіс Бет Морган - Патрісія Коллінг – «Маленькі лисиці» за роль Бірді Хаббард - Тереза Райт – «Маленькі лисиці» за роль Олександри Гідденси - Маргарет Вічерлі – «Сержант Йорк» за роль Мері Брукс Йорк |
| Найкращий оригінальний сценарій | Найкращий адаптований сценарій |
| - «Громадянин Кейн» – Герман Манкевич, Орсон Веллс★ - «Диявол і міс Джонс» – Норман Красна - «Сержант Йорк» – Джон Г'юстон, Говард Кох, Абем Фінкель, Гаррі Чандлі - «Високий, темний і гарний» – Карл Тунберг, Даррелл Варі - «Том, Дік і Гаррі» – Пол Ярріко | - «Ось приходить містер Джордан» — Сідні Бухман, Сетон Міллер (за п'єсою Гаррі Сегала «Небо може чекати»)★ - «Затримайте світанок» — Чарльз Брекетт, Біллі Вайлдер (за однойменним романом Кетті Фрінгс) - «Якою зеленою була моя долина» — Філіп Данн (за однойменним романом Річарда Ллуелліна) - «Маленькі лисиці» — Лілліан Гелман (за однойменною п'єсою Гелман) - «Мальтійський сокіл» — Джон Г'юстон (за однойменним романом Дешилла Гемметта) |
| Найкраще літературне першоджерело | Найкращий анімаційний короткометражний фільм |
| - «Ось приходить містер Джордан» – Гаррі Сегал★ - «Вогняна куля» – Біллі Вайлдер, Томас Монро - «Леді Єва» – Монктон Хофф - «Познайомтеся з Джоном Доу» – Річард Коннелл, Роберт Преснелл-старший - «Нічний потяг до Мюнхена» – Гордон Велслі | - «Позичи лапу» – The Walt Disney Company, RKO Pictures★ - «Бугі-вугійний горніст компанії «Б»» – Walter Lantz Productions, Universal Studios - «Полювання на кроликів Гіавати» – Леон Шлезінгер, Warner Bros. - «Як настала війна» – Columbia Pictures - «Ніч перед Різдвом» – Metro-Goldwyn-Mayer - «Рапсодія в заклепках» – Леон Шлезінгер, Warner Bros. - «Ритм в рангах» – George Pal Productions, Paramount - «Ведмідь-Новачок» – Metro-Goldwyn-Mayer - «Супермен» – Флейшер-студії, Paramount - «Довірчий офіцер Дональд» – The Walt Disney Company, RKO Pictures |
| Best Scoring of a Dramatic Picture | Найкращий документальний короткометражний фільм |
| - «Все, що гроші можуть купити» – Бернард Геррманн★ - «Бек-стріт» – Френк Скіннер - «Вогняна куля» – Альфред Ньюман - «Будьмо за міс Бішоп» – Едвард Ворд - «Громадянин Кейн» – Бернард Геррманн - «Доктор Джекілл і Містер Хайд» – Франц Ваксман - «Стримай світанок» – Віктор Янг - «Якою зеленою була моя долина» – Альфред Ньюман - «Король зомбі» – Едвард Дж. Кей - «Дами на пенсії» – Морріс Столофф, Ернст Тох - «Маленькі лисиці» – Мередіт Вілсон - «Лідія» – Міклош Рожа - «Острів Мерсі» – Cy Файєр, Вальтер Шарф - «Сержант Йорк» – Макс Стайнер - «Так закінчується наша ніч» – Луї Грюнберг - «Захід» – Міклош Рожа - «Підозра» – Франц Ваксман - «Танків мільйон» – Едвард Ворд - «Це невизначене відчуття» – Вернер Р. Гейман - «Ця жінка - моя» – Річард Хагеман | - «Острів Черчилля» – Національне кінематографічне управління Канади, United Artists★ - «Пригода в Бронксі» – Film Associates - «Бомбардувальник: Звіт про захист фільму» – U.S. Office for Emergency Management Film Unit та Motion Picture Committee Cooperating для Film Associates Defense - «Різдво під вогнем» – Міністерство інформації Великої Британії, Warner Bros. - «Лист з дому» – Міністерство інформації Великої Британії, United Artists - «Життя чистокровного» – Трумен Таллей, 20th Century Fox - «Норвегія в заколоті» – «Марш часу», RKO Pictures - «Місце для життя» – Philadelphia Housing Authority, Philadelphia Housing Association - «Російська земля» – Amkino - «Солдати неба» – Truman Talley, 20th Century Fox - «Бойові клітки в Тихому океані» – Національне кінематографічне управління Канади та Metro-Goldwyn-Mayer |
| Найкращий ігровий короткометражний фільм, однокатушечний | Найкращий ігровий короткометражний фільм, двокатушечний |
| - «Пупса і пазли» – Metro-Goldwyn-Mayer★ - «Армійські чемпіони» – Піт Сміт та Metro-Goldwyn-Mayer - «Краса і пляж » – Paramount - «Вниз на фермі» – Paramount - «Сорок хлопчиків і пісня» – Warner Bros. - «Королі дерену» – Warner Bros. - «Шавлія та срібло» – 20th Century Fox | - «Головна вулиця на марші!» – Metro-Goldwyn-Mayer★ - «Живі в глибині» – Woodard Productions, Inc. - «Заборонений прохід» – Metro-Goldwyn-Mayer - «Веселий парижанин» – Warner Bros. - «Танки йдуть» – Армія США, Warner Bros. |
| Найкраща музика до фільму | Найкраща пісня до фільму |
| - «Дамбо» – Френк Черчілль, Олівер Воллес»★ - «Всеамериканський співавтор» – Едвард Ворд - «Народження блюзу» – Роберт Е. Долан - «Рядові» – Чарльз Превін - «Шоколадний солдат» – Герберт Стотарт, Броніслав Капер - «Крижані Капади» – Cy Файер - «Полунична блондинка» – Хайнц Ремхельд - «Серенада сонячної долини» – Еміль Ньюмен - «Сонячний» – Ентоні Коллінз - «Ти ніколи не будеш багатшим» – Морріс Столофф | - «The Last Time I Saw Paris»— «Леді, будь доброї» – музика: Джером Керн; слова:Оскар Гаммерштейн II★ - «Baby Mine» — «Дамбо» – музика: Френк Черчілль; слова: Нед Вашингтон - «Be Honest With Me» — «Поїздка на веселку» – музика та слова: Джин Отрі, Фред Роуз - «Blues in the Night» — «Блюз у ночі» – музика: Гарольд Арлен; слова: Джонні Мерсер - «Boogie Woogie Bugle Boy of Company B» — «Рядові» – музика: Принц Х'ю; слова: Дон Рей - «Chattanooga Choo Choo» — «Серенада сонячної долини» – музика: Гаррі Воррен; слова: Мак Гордон - «Dolores» — «Лас-Вегас ночі» – музика: Луї Альтер; слова: Френк Лоссер - «Out of the Silence» – «Всеамериканський співавтор» – музика та слова: Lloyd B. Norlin - «Since I Kissed My Baby Goodbye» — «Ти ніколи не будеш багатшим» – музика та слова: Коул Портер                                     |
| Найкращий монтаж | Найкращий звук |
| - «Сержант Йорк» – Вільям Холмс★ - Громадянин Кейн» – Роберт Вайз - «Доктор Джекілл і Містер Хайд» – Гарольд Ф. Кресс - «Якою зеленою була моя долина» – Джеймс Б. Кларк - «Маленькі лисиці» – Деніел Манделл | - «Та жінка Гамільтон» – Джек Вітні★ - Призначення для кохання» – Бернар Б. Браун - «Вогняна куля» – Томас Т. Моултон - «Шоколадний солдат» – Дуглас Ширер - «Громадянин Кейн» – Джон О. Ольберг - «Диявол окупається» – Чарльз Л. Лотенс - «Якою зеленою була моя долина» – Едмунд Х. Хансен - Чоловіки в її житті» – Джон П. Лівадар - «Сержант Йорк» – Натан Левінсон - Скайларк» – Лорен Л. Райдер - «Топпер повертаеться» – Елмер Рагузе |
| Найкраща операторська робота, чорно-біла | Найкраща операторська робота, колір |
| - «Якою зеленою була моя долина» – Артур Міллер★ - «Шоколадний солдат» – Карл Фройнд - Громадянин Кейн» – Грегг Толанд - «Доктор Джекілл і Містер Хайд» – Джозеф Руттенберг - «Ось приходить містер Джордан» – Джозеф Волкер - «Стримай світанок» – Лео Товер - «Сержант Йорк» – Сол Політо - «Серенада сонячної долини» – Едвард Кронджагер - «Захід» – Чарльз Ленг - «Та жінка Гамільтон» – Рудольф Мате | - «Кров та пісок» – Ернест Палмер, Рей Реннаган»★ - «Алома Південного моря» – Вілфред М. Клайн, Вільям Снайдер, Карл Страсс - «Малюк Біллі» – Вільям В. Скалл, Леонард Сміт - «Квіти в пилу» – Карл Фройнд, В. Говард Грін - «Бомбардувальник, що пікірує» – Берт Гленон - «Луїзіанська покупка» – Гаррі Галленбергер, Рей Реннаган |
| Найкраща робота художника-постановника – інтер’єрне оформлення, чорно-біле | Найкраща робота художника-постановника – інтер’єрне оформлення, колір |
| - «Якою зеленою була моя долина» – художній напрям: Річард Дей, Натан Юран; інтер'єр: Томас Літл★ - «Громадянин Кейн» – художній напрям: Перрі Фергюсон, Ван Нест Полглас; інтер'єр: A. Роланд Філдс, Даррелл Сільвера - «Вогонь Нового Орлеана» – художній напрям: Мартін Обзіна, Джек Оттерсон; інтер'єр: Расселл А. Гусман - «Стримай світанок» – художній напрям: Ганс Дрейер, Роберт Ашер; інтер'єр: Самуель М. Комер - «Дами на пенсії» – художній напрям: Ліонель Банки; інтер'єр: Джордж Монтгомері - «Маленькі лисиці» – художній напрям: Стівен Гуссон; інтер'єр: Говард Брістол - «Сержант Йорк» – художній напрям: Джон Хьюз; інтер'єр: Фред М. Маклін - «Син Монте-Крісто» – художній напрям: Джон Дюкассе Шульц; інтер'єр: Едвард Бойл - «Захід» – художній напрям: Олександр Голіцин; інтер'єр: Річард Ірвін - «Та жінка Гамільтон» – художній напрям: Вінсент Корда; інтер'єр: Джулія Херон - Коли дами зустрічаються» – художній напрям: Седрік Гіббонс, Рендалл Дьюелл; інтер'єр: Едвін Б. Вілліс - «Сіс Хопкінс» – (Номінація відкликана) | - «Квіти в пилу» – художній напрям: Седрік Гіббонс, Урі МакКлері; інтер'єр: Едвін Б. Вілліс★ - «Кров та пісок» – художній напрям: Річард Дей, Джозеф К. Райт; інтер'єр: Томас Літл - «Луїзіанська покупка» – художній напрям: Рауль Піні Дю Буа; інтер'єр: Стівен Сеймур |
| Найкращі візуальні ефекти | |
| - «Мені потрібні крила» – фотографічні ефекти: , Гордон Дженнінгс; звукові ефекти: Луї Месенкоп★ - «Алома Південного моря» – фотографічні ефекти: , Гордон Дженнінгс; звукові ефекти: Луї Месенкоп - «Командування польотами» – фотографічні ефекти: А. Арнольд Гілзпі; звукові ефекти: Дуглас Ширер - «Жінка-невидимка» – фотографічні ефекти: Джон Фултон; звукові ефекти: Джон Холл - «Морський вовк» – фотографічні ефекти: Байрон Хаскін; звукові ефекти: Натан Левінсон - «Та жінка Гамільтон» – фотографічні ефекти: Лоуренс Батлер; звукові ефекти: Вільям Х. Вілмарт - «Топпер повертається» – фотографічні ефекти: Рой Моррайт; звукові ефекти: Елмер Рагузе - «Янка в Королівських ВПС» – фотографічні ефекти: Фред Серсен; звукові ефекти: Едмунд Х. Хансен - «Бомбардувальник, що пікірує» – фотографічні ефекти: Байрон Хаскін; звукові ефекти: Натан Левінсон (дискваліфікований) | |

## Фільми з кількома номінаціями та нагородами
На 14-ій премії «Оскара» ці фільми отримали номінації та нагороди.
| Номінації | Фільм                          | Нагороди |
| --------- | ------------------------------ | -------- |
| 11        | «Сержант Йорк»                 | 2        |
| 10        | «Якою зеленою була моя долина» | 5        |
| 9         | «Громадянин Кейн»              | 1        |
| 9         | «Маленькі лисиці»              | 0        |
| 7         | «Ось приходить містер Джордан» | 2        |
| 6         | «Стримай світанок»             | 0        |
| 4         | «Квіти в пилу»                 | 1        |
| 4         | «Та жінка Гамільтон»           | 1        |
| 4         | «Вогняна куля»                 | 0        |
| 3         | «Підозра»                      | 1        |
| 3         | «Доктор Джекілл і Містер Хайд» | 0        |
| 3         | «Захід»                        | 0        |
| 3         | «Мальтійський сокіл»           | 0        |
| 3         | «Серенада сонячної долини»     | 0        |
| 3         | «Шоколадний солдат»            | 0        |
| 2         | «Дамбо»                        | 1        |
| 2         | «Все, що гроші можуть купити»  | 1        |
| 2         | «Кров і пісок»                 | 1        |
| 2         | «Алома Південного моря»        | 0        |
| 2         | «Бомбардувальник, що пікірує»  | 0        |
| 2         | «Всеамериканський співавтор»   | 0        |
| 2         | «Дами на пенсії»               | 0        |
| 2         | «Диявол і міс Джонс»           | 0        |
| 2         | «Луїзіанська покупка»          | 0        |
| 2         | «Рядові»                       | 0        |
| 2         | «Ти ніколи не будеш багатшим»  | 0        |
| 2         | «Топпер повертається»          | 0        |
| 1         | «Велика брехня»                | 1        |
| 1         | «Леді, будь доброї»            | 1        |
| 1         | «Мені потрібні крила»          | 1        |

## Спеціальні відзнаки

### Почесний «Оскар»
- Рей Скотт за фільм Кукан[en]
- Міністерство інформації Великої Британії за постановку документального фільму «Ціль на сьогоднішню ніч[en]».
- Леопольд Стоковський за музику у фільмі «Фантазія»
- Волт Дісней, Вільям Гаріті, Джон Н. А. Хокінс і компанія-виробник RCA за використання звуку у фільмі «Фантазія»